# 北尾日大
北尾 日大（きたお にちだい、1877年（明治10年）6月28日 - 1946年（昭和21年）5月29日）は、戯曲『実録日蓮聖人一代記』の作者として知られる日蓮宗の僧。字は啓玉。鳥取県出身。

## 経歴
鳥取市の芳心寺で河合日辰の元で出家し、日蓮宗大学（現在の立正大学）卒業後の1909年（明治42年）、日蓮宗大学中等部で日蓮宗の宗学教諭となる。その後1919年（大正8年）、日蓮宗大学教授を経て1931年（昭和6年）には、芳心寺住職に就任した。

## 参考資料
- 北尾日大「日蓮主義大観」聖教社、1921年
- 「日本人名大辞典」講談社